# Tanner Mayes
 (octobre 2012).
Si vous disposez d'ouvrages ou d'articles de référence ou si vous connaissez des sites web de qualité traitant du thème abordé ici, merci de compléter l'article en donnant les références utiles à sa vérifiabilité et en les liant à la section « Notes et références ».
Tanner Mayes est une actrice pornographique américaine.

## Biographie
Elle remporte en 2010 le XBIZ Award de la Best New Starlet dans la catégorie Peoples Choice.

## Filmographie
- 2008 : Fuck My Mom And Me 6
- 2009 : Girlgasmic 2
- 2010 : Women Seeking Women 65
- 2011 : Lesbian Seductions 38
- 2012 : Queen of the Strap-On 2
- 2013 : Cherry Spot 1
- 2014 : Top Picks 3
- 2015 : Hardcore Heaven
- 2016 : Women Seeking Women 129
- 2017 : Interracial Surrender 7

## Récompenses et nominations
2009
- CAVR Award – Newbie of the Year — indicada

2010
- XBIZ Award – Best New Starlet of the Year (People's Choice) — venceu
- XBIZ Award – New Starlet of the Year — indicada
- VOD Award – New Starlet — venceu
- XRCO Award – New Starlet — indicada
- XRCO Award – Cream Dream — indicada
- AVN Award – Best New Starlet — indicada
- AVN Award – Best All-Girl Group Sex Scene – Girlgasmic 2 — indicada
- AVN Award – Best Threeway Sex Scene – Jail Bait 6 — indicada

2011
- AVN Award – Best All-Girl Couples Sex Scene – Women Seeking Women 65 — indicada
- AVN Award – Best Tease Performance – Fresh Picked — indicada
- AVN Award – Best Threeway Sex Scene (G/B/B) – My Teen Swallows — indicada

2012
- AVN Award – Best Boy/Girl Sex Scene – Slutty & Sluttier 13 — indicada
- AVN Award – Best Tease Performance – Slutty & Sluttier 13 — indicada
- Efukt Award - Hemorrhoids and Scabies